# Leptoteratura taiwana
Leptoteratura taiwana är en insektsart som beskrevs av Yamasaki 1987. Leptoteratura taiwana ingår i släktet Leptoteratura och familjen vårtbitare. Inga underarter finns listade i Catalogue of Life.